# Lathys chishuiensis
Lathys chishuiensis là một loài nhện trong họ Dictynidae.
Loài này thuộc chi Lathys. Lathys chishuiensis được miêu tả năm 2009 bởi Zhang, Yang & Zhang.